# Hryhorij Matsejko
Hryhorij Matsejko, även "Honta" ("singel"), född 7 augusti 1913 i Schyrtsi i dåvarande Österrike-Ungern, död 11 augusti 1966 i Argentina, var en ukrainsk nationalist som är känd för att 1934 ha mördat Polens inrikesminister Bronisław Pieracki. 
År 1923 blev Matsejko medlem i den ukrainska motståndsgruppen Organisationen för ukrainska nationalister (OUN) som kämpade mot Polen för ett självständigt Ukraina. Den 15 juni 1934 mördade Matsejko Polens inrikesminister Bronisław Pieracki. Efter mordet rymde han först till Galizien varifrån han kom, därifrån fördes han först till Tjeckoslovakien och sedan till Argentina, där han dog i exil 1966. 